# Bleckblåssordin

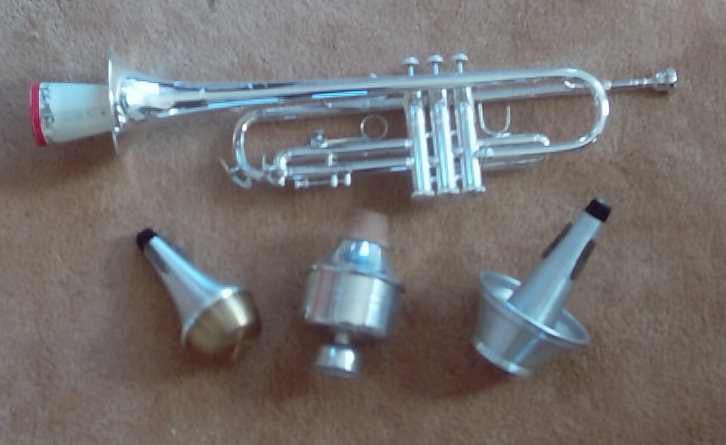
Trumpet med en rak papperssordin och tre lösa sordiner: spets, harmon och cup.

En bleckblåssordin är en typ av sordin. Det är en kon av metall, papp eller något annat material för att dämpa bleckblåsinstrument.

## Typer av bleckblåssordiner
- Bucket mute, en sordin som ger en mjuk, dämpad ton.
- Spetssordin, eller straight mute, den vanligaste formen, kan vara rent konformad eller med konkava sidor. Den har ingen kopp längst ut som ytterligare dämpar ljudet.
- Cup mute är den nästvanligaste typen. Den är utformad som en straight mute, men har en extra kopp längst ut, som skapar en mycket dovare klang.
- Harmon mute, en sordin till trumpet eller kornett som ger ett skirt, metalliskt ljud. Används främst inom jazz och storbandsmusik. Till skillnad från spetssordinen och cup mute har den en korkring som inte lämnar något utrymme mellan instrumentet och sordinen, vilket innebär att all luft går in i sordinkroppen, för att sedan passera ut genom ett ställbart metallrör mitt i sordinens botten. Harmon är ursprungligen ett varumärke, men även andra tillverkares sordiner av denna typ benämns med det ordet.
- Stoppsordin, en sordin i metall till valthorn. Används när man spelar stopphorn istället för att "stoppa" med handen, dvs man stoppar hela luftflödet med handen i klockstycket. Stoppsordinen används för att underlätta detta spelsätt (framför allt i det lägre registret).
- Övningssordin, en sordin för bleckblåsinstrument som dämpar ljudet kraftigt. Till skillnad från många andra sordiner är inte avsikten att förändra klangen som en musikalisk effekt, utan att bespara omgivningen från ljud vid egen övning på instrumentet.
- Silent Brass  är en vidareutveckling av övningssordinen till ett system där ljudet via en mikrofon går ut i hörlurar, tillverkade av Yamaha. Syftet är att så mycket som möjligt av utljudet ska dämpas utan att spelkänslan förändras nämnvärt. Silent Brass uppfyller dessa krav betydligt bättre än traditionella övningssordiner. Det går att koppla till en extra modul också via hörlurar få en uppfattning om hur det hade låtit utan sordin.